# Olympische Sommerspiele 2020/Leichtathletik – 5000 m (Frauen)
Der 5000-Meter-Lauf der Frauen bei den Olympischen Spielen 2020 in Tokio wurde am 30. Juli und 2. August 2021 im Nationalstadion ausgetragen.
Olympiasiegerin wurde die Niederländerin Sifan Hassan. Silber ging an die Kenianerin Hellen Obiri und Bronze gewann die Äthiopierin Gudaf Tsegay.

## Aktuelle Titelträgerinnen
| Olympiasiegerin                         | Vivian Cheruiyot ( Kenia)        | 14:26,17 min | Rio de Janeiro 2016 |
| Weltmeisterin                           | Hellen Obiri ( Kenia)            | 14:26,72 min | Doha 2019           |
| Europameisterin                         | Sifan Hassan ( Niederlande)      | 14:46,12 min | Berlin 2018         |
| Nord-/Zentralamerika-/Karibik-Meisterin | Rachel Schneider ( USA)          | 15:26,19 min | Toronto 2018        |
| Südamerikameisterin                     | Florencia Borelli ( Argentinien) | 15:42,60 min | Lima 2019           |
| Asienmeisterin                          | Winfred Mutile Yavi ( Bahrain)   | 15:28,87 min | Doha 2019           |
| Afrikameisterin                         | Hellen Obiri ( Kenia)            | 15:47,18 min | Asaba 2018          |
| Ozeanienmeisterin                       | Melissa Duncan ( Australien)     | 15:41,44 min | Townsville 2019     |

## Rekorde

### Bestehende Rekorde
| Weltrekord         | Tirunesh Dibaba ( Äthiopien) | 14:11,15 min | Oslo, Norwegen                      | 6. Juni 2008    |
| Olympischer Rekord | Vivian Cheruiyot ( Kenia)    | 14:26,17 min | Finale OS Rio de Janeiro, Brasilien | 19. August 2016 |

Der bestehende olympische Rekord wurde bei diesen Spielen nicht erreicht. Die schnellste Zeit erzielte die niederländische Olympiasiegerin Sifan Hassan mit 14:36,79 min im Finale am 2. August. Den Olympiarekord verfehlte sie damit um 10,62 Sekunden. Zum Weltrekord fehlten ihr 25,64 Sekunden.

### Rekordverbesserungen
Es wurden  neue Landesrekorde aufgestellt:
- 14:53,43 min – Selamawit Teferi (Israel), erster Vorlauf am 30. Juli
- 15:00,16 min – Laura Galván (Mexiko), erster Vorlauf am 30. Juli
- 14:52,84 min – Ririka Hironaka (Japan), Finale am 2. August

## Vorrunde
Die Vorrunde wurde in zwei Läufen durchgeführt. Für das Finale qualifizierten sich pro Lauf die ersten fünf Athletinnen (hellblau unterlegt). Darüber hinaus kamen die fünf Zeitschnellsten, die sogenannten Lucky Loser (hellgrün unterlegt), weiter.

### Lauf 1

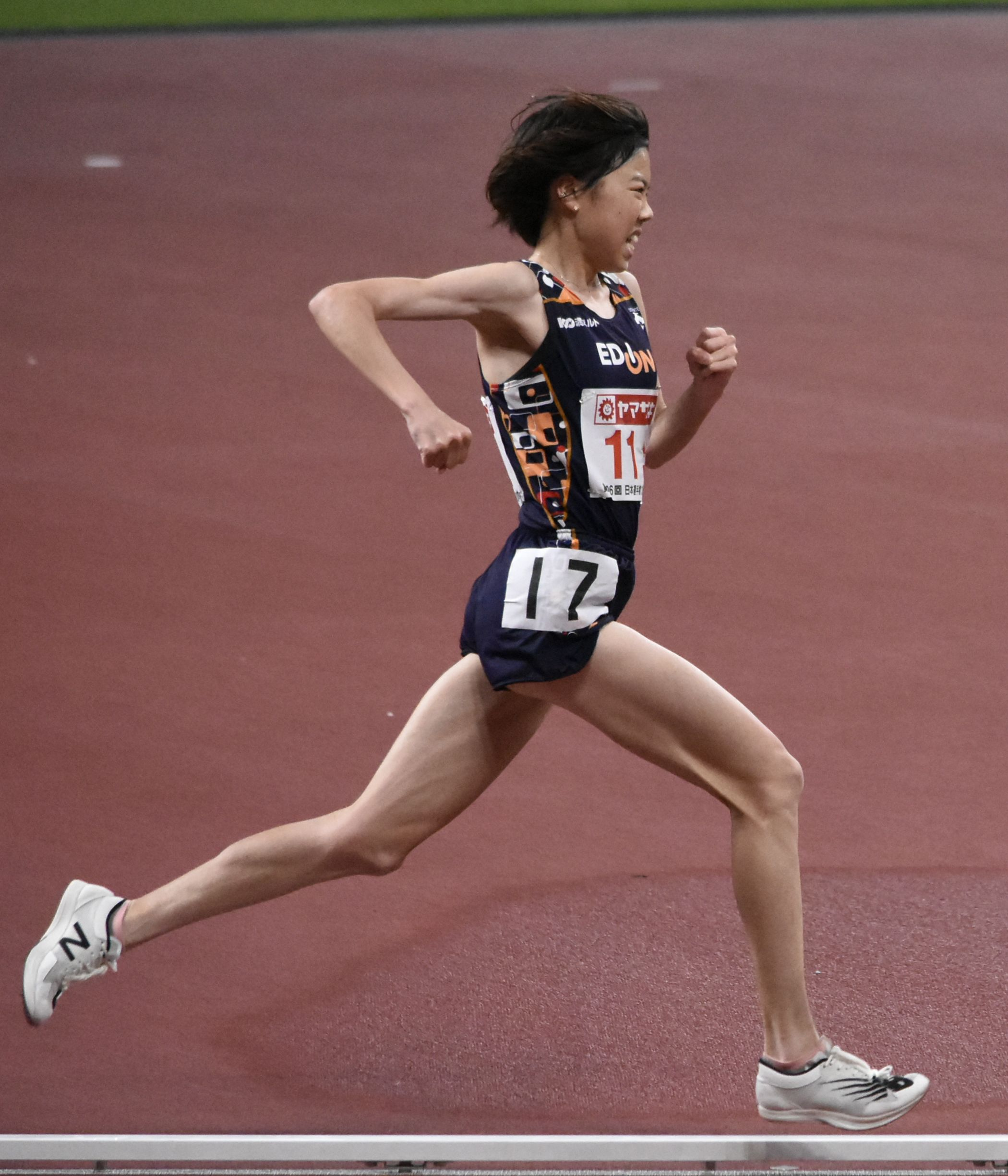
Kaede Hagitani – ausgeschieden als Zwölfte des ersten Vorlaufs
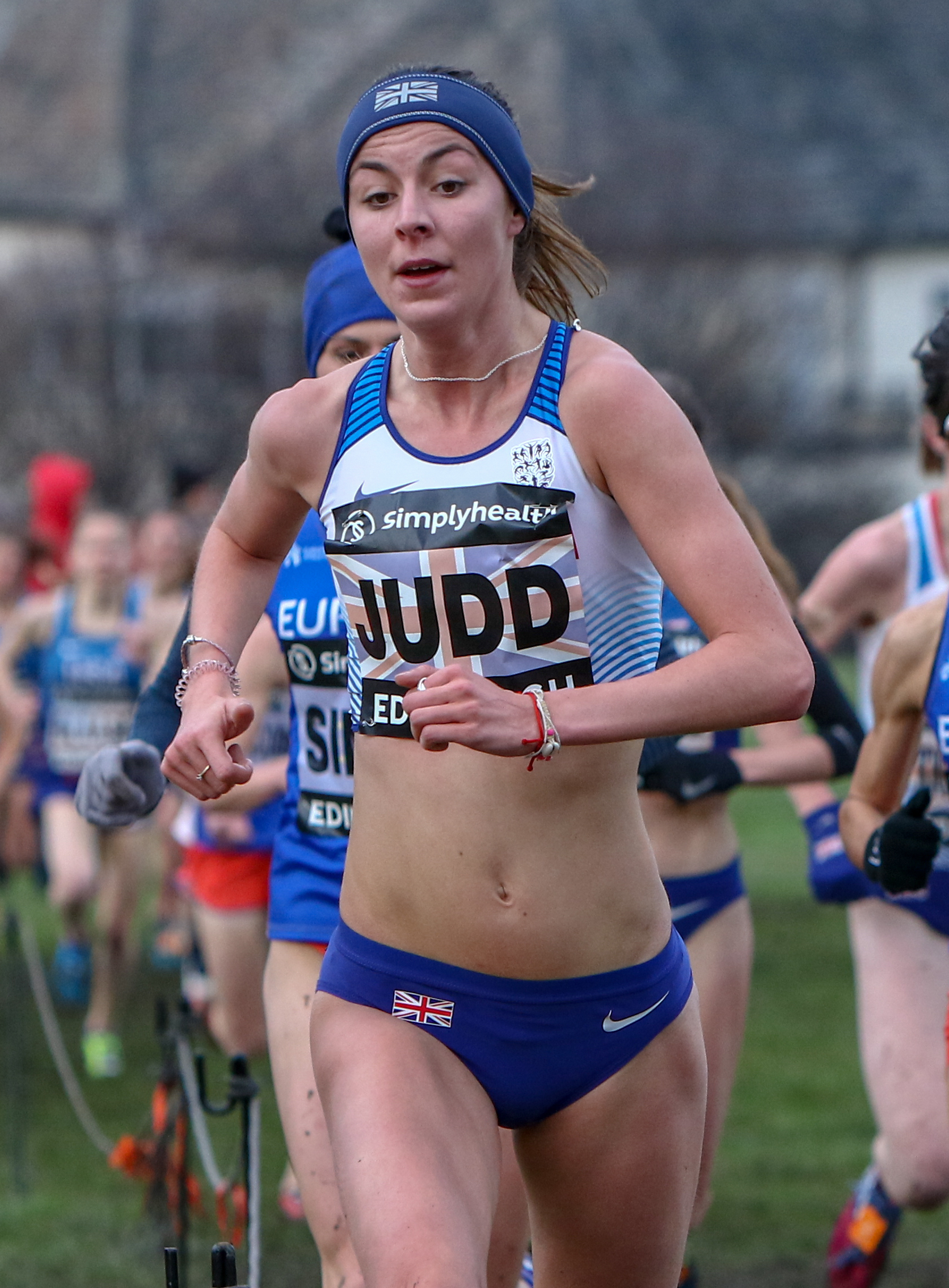
Jessica Judd – ausgeschieden als Dreizehnte des ersten Vorlaufs

30. Juli 2021, 19:00 Uhr (12:00 Uhr MESZ)
| Platz | Name                   | Nation         | Zeit (min) | Anmerkung |
| ----- | ---------------------- | -------------- | ---------- | --------- |
| 1     | Sifan Hassan           | Niederlande    | 14:47,89   |           |
| 2     | Agnes Jebet Tirop      | Kenia          | 14:48,01   | SB        |
| 3     | Senbere Teferi         | Äthiopien      | 14:48,31   |           |
| 4     | Ejgayehu Taye          | Äthiopien      | 14:48,52   |           |
| 5     | Lilian Kasait Rengeruk | Kenia          | 14:50,36   | SB        |
| 6     | Yasemin Can            | Türkei         | 14:50,92   |           |
| 7     | Karissa Schweizer      | USA            | 14:51,34   | SB        |
| 8     | Selamawit Teferi       | Israel         | 14:53,43   | NR        |
| 9     | Ririka Hironaka        | Japan          | 14:55,87   | PB        |
| 10    | Andrea Seccafien       | Kanada         | 14:59,55   |           |
| 11    | Laura Galván           | Mexiko         | 15:00,16   | NR        |
| 12    | Kaede Hagitani         | Japan          | 15:04,95   | PB        |
| 13    | Jessica Judd           | Großbritannien | 15:09,47   |           |
| 14    | Camille Buscomb        | Neuseeland     | 15:24,39   |           |
| 15    | Prisca Chesang         | Uganda         | 15:25,72   |           |
| 16    | Lucía Rodríguez        | Spanien        | 15:26,19   | PB        |
| 17    | Julie-Anne Staehli     | Kanada         | 15:33,39   |           |
| 18    | Rose Davies            | Australien     | 15:50,07   |           |
| 19    | Sarah Chelangat        | Uganda         | 15:59,40   | SB        |

Weitere im ersten Vorlauf ausgeschiedene Läuferinnen:

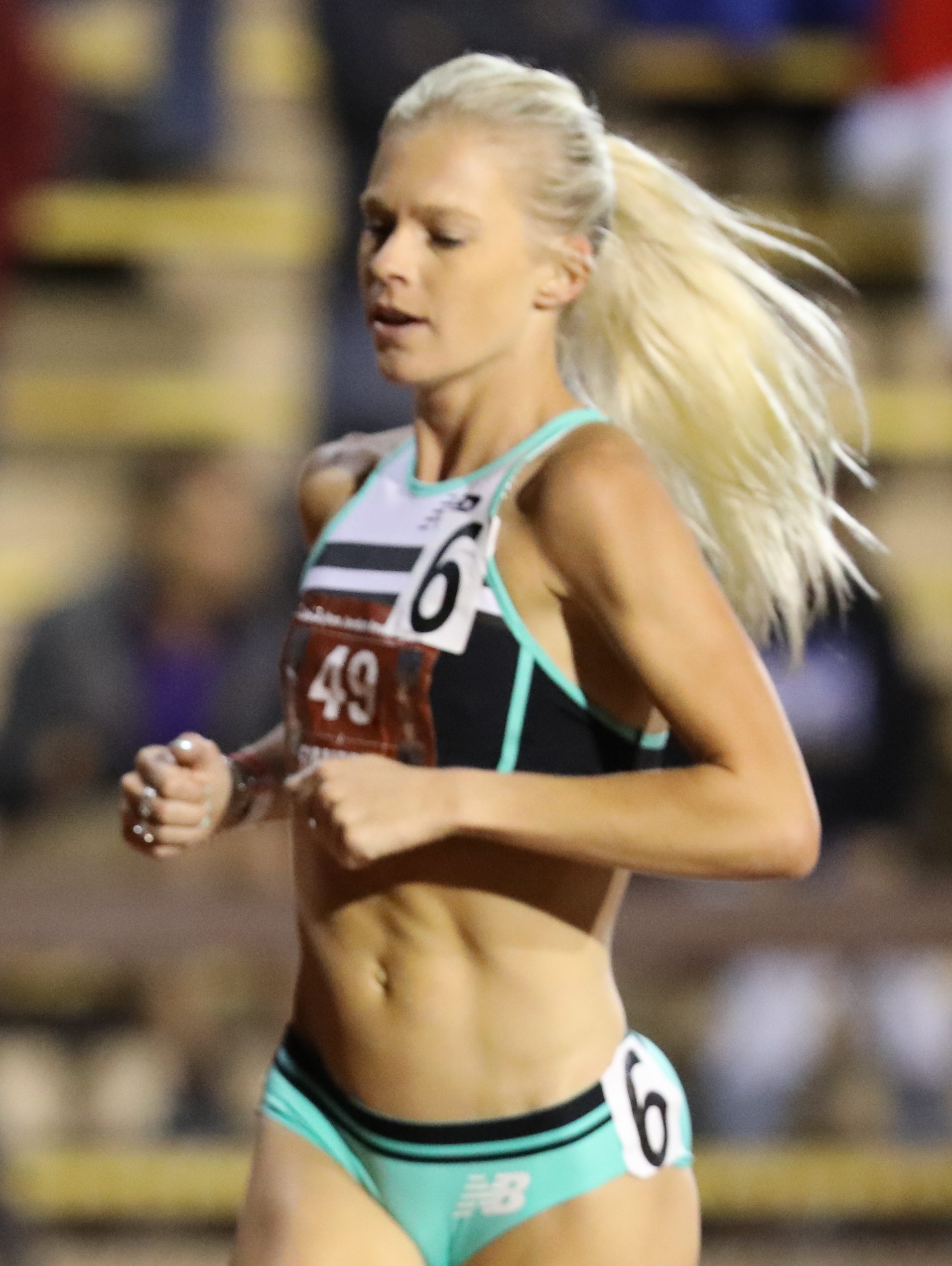
Camille Buscomb – Rang vierzehn
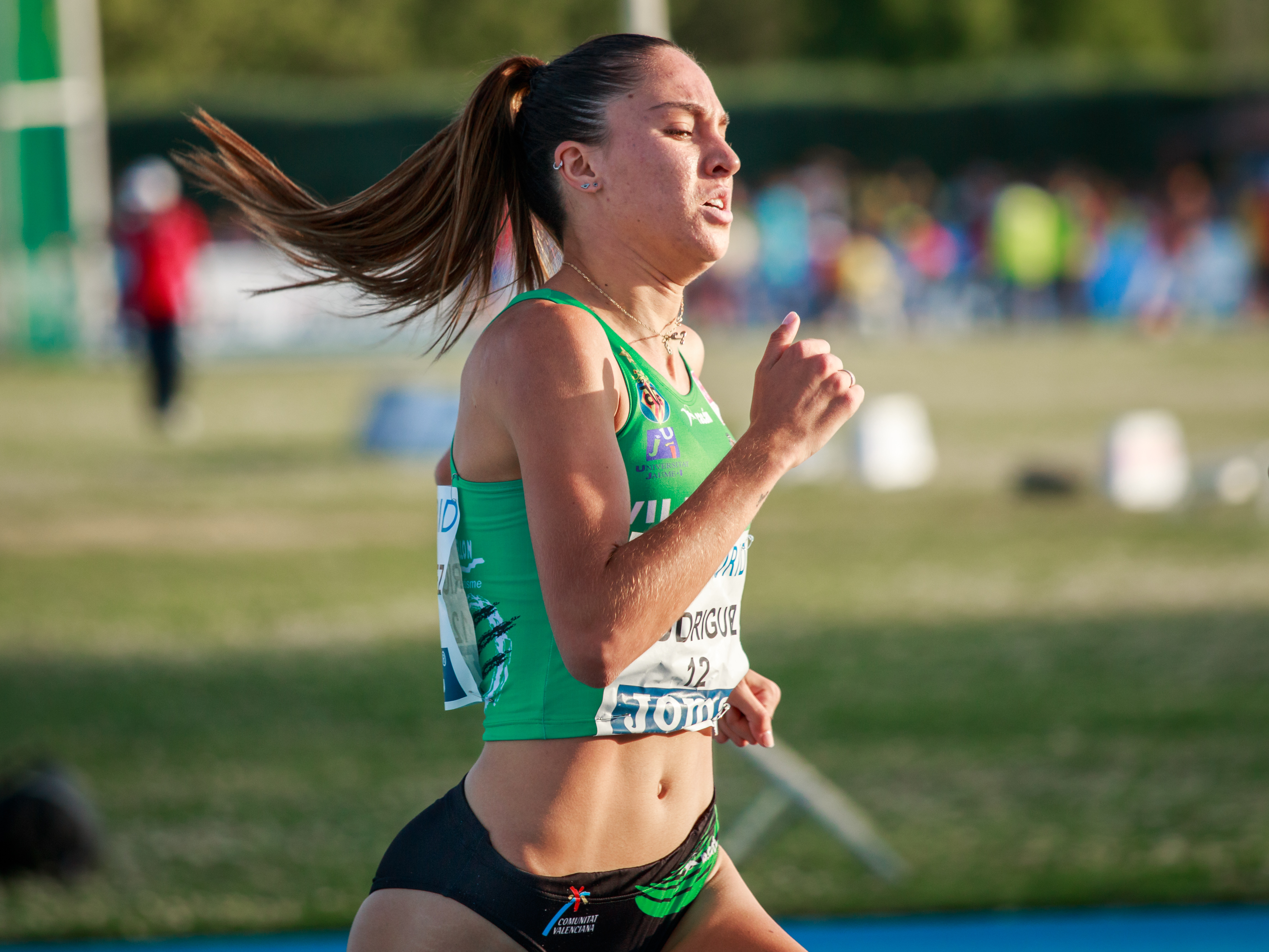
Lucía Rodríguez – Rang sechzehn
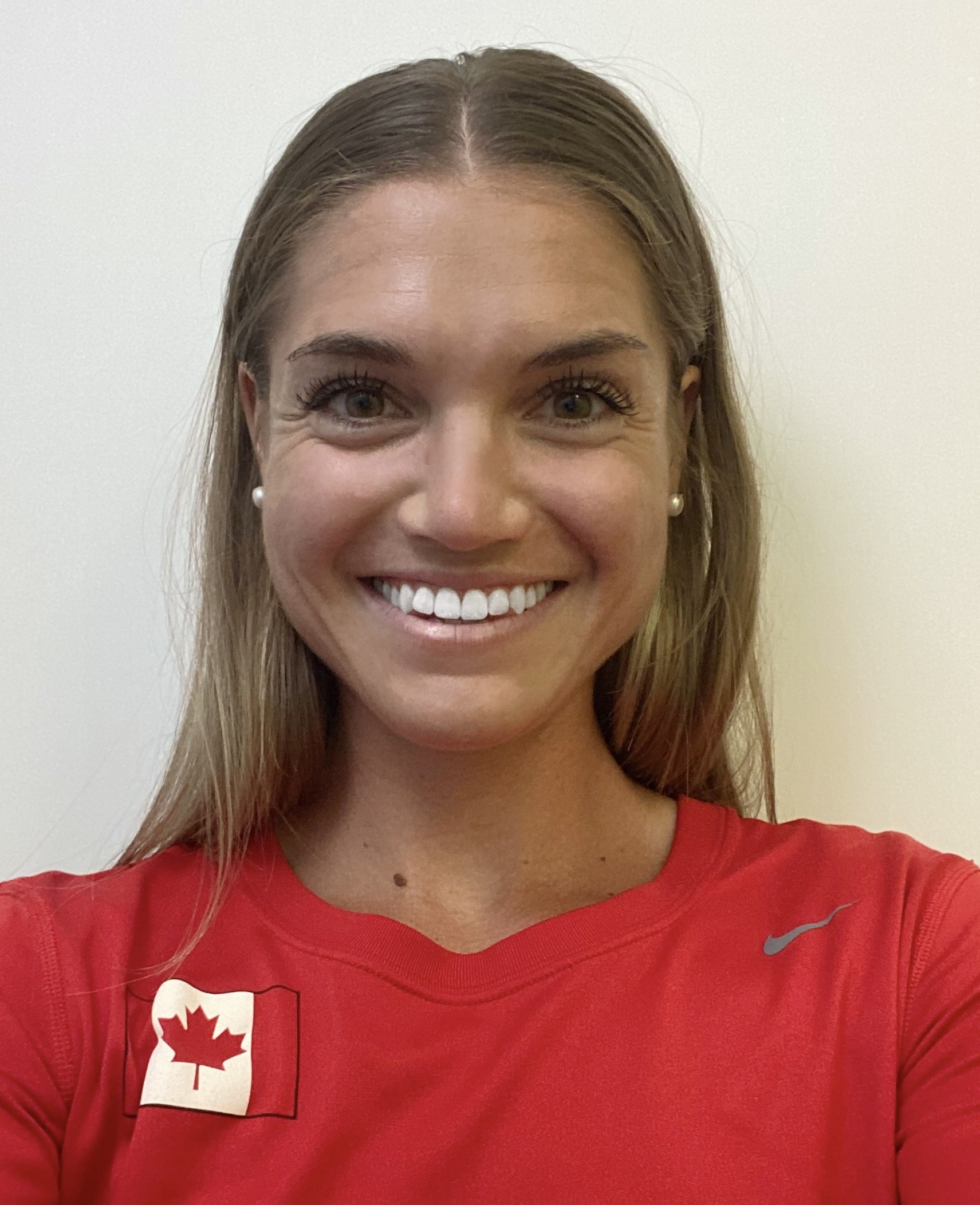
Julie-Anne Staehli – Rang siebzehn
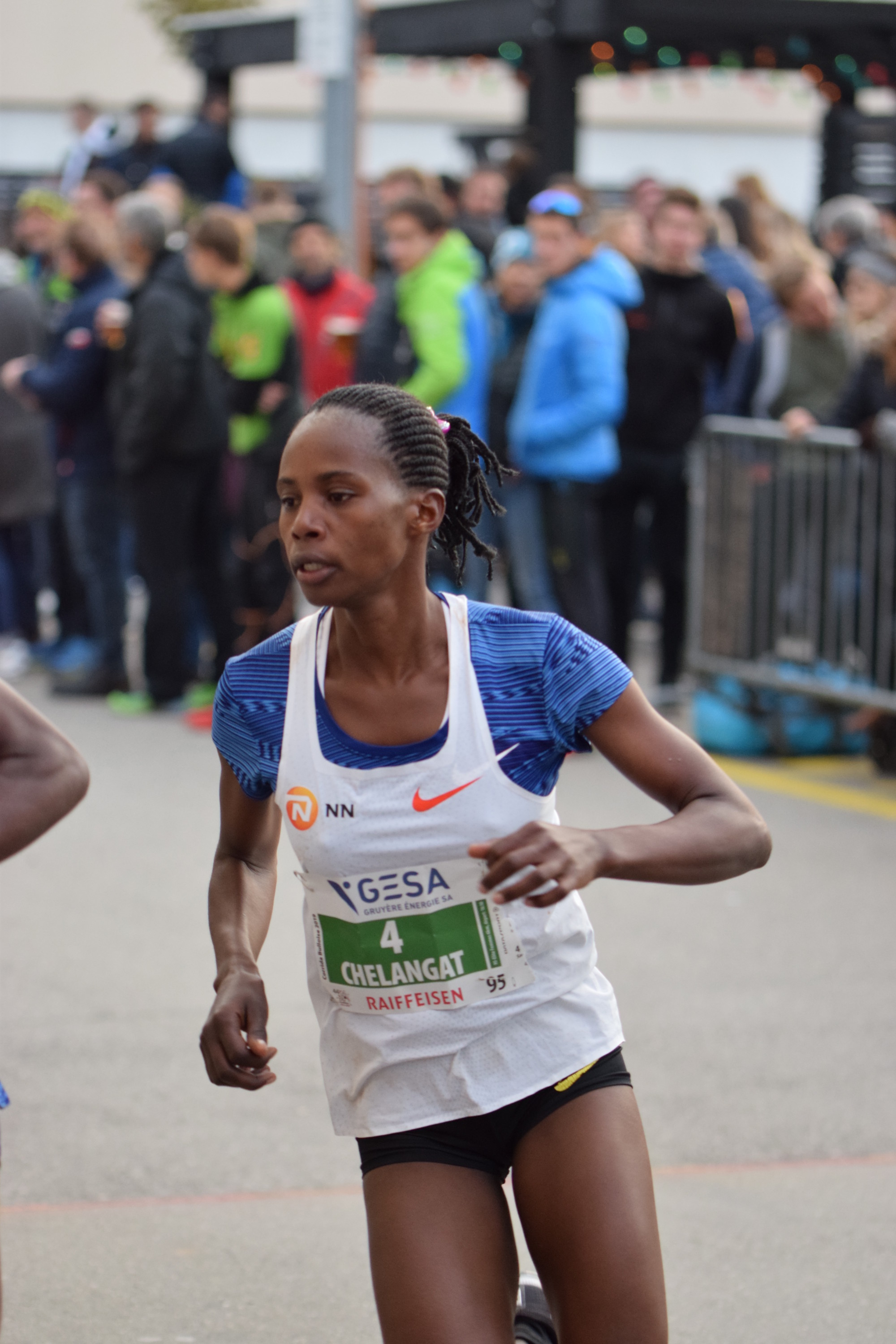
Sarah Chelangat – Rang neunzehn

### Lauf 2

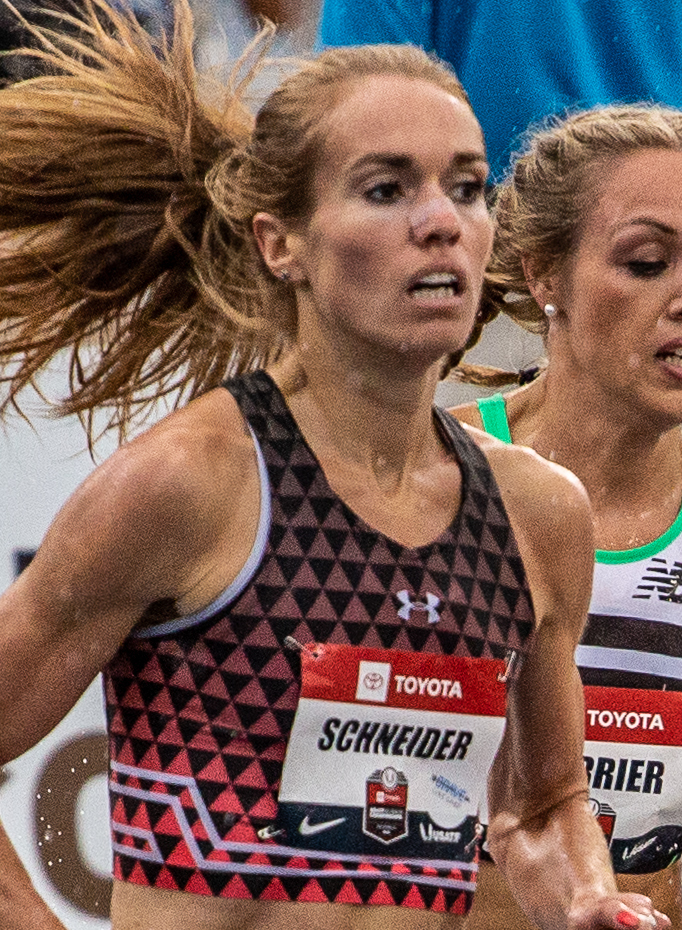
Rachel Schneider – ausgeschieden als Siebte des zweiten Vorlaufs

30. Juli 2021, 19:26 Uhr (12:26 Uhr MESZ)
| Platz | Name                      | Nation         | Zeit (min) | Anmerkung                                |
| ----- | ------------------------- | -------------- | ---------- | ---------------------------------------- |
| 1     | Gudaf Tsegay              | Äthiopien      | 14:55,74   |                                          |
| 2     | Hellen Obiri              | Kenia          | 14:55,77   |                                          |
| 3     | Nadia Battocletti         | Italien        | 14:55,83   | PB                                       |
| 4     | Elise Cranny              | USA            | 14:56,14   | SB                                       |
| 5     | Karoline Bjerkeli Grøvdal | Norwegen       | 14:56,82   |                                          |
| 6     | Nozomi Tanaka             | Japan          | 14:59,93   | PB                                       |
| 7     | Rachel Schneider          | USA            | 15:00,07   |                                          |
| 8     | Rahel Daniel              | Eritrea        | 15:02,59   |                                          |
| 9     | Amy-Eloise Markovc        | Großbritannien | 15:03,22   | PB                                       |
| 10    | Eilish McColgan           | Großbritannien | 15:09,68   |                                          |
| 11    | Jenny Blundell            | Australien     | 15:11,27   |                                          |
| 12    | Esther Chebet             | Uganda         | 15:11,47   |                                          |
| 13    | Dominique Scott-Efurd     | Südafrika      | 15:13,94   | SB                                       |
| 14    | Kate van Buskirk          | Kanada         | 15:14,96   |                                          |
| 15    | Isobel Batt-Doyle         | Australien     | 15:21,65   |                                          |
| 16    | Diane van Es              | Niederlande    | 15:47,01   |                                          |
| 17    | Marthe Yankurije          | Ruanda         | 15:55,94   | SB                                       |
| DNF   | Klara Lukan               | Slowenien      |            |                                          |
| DSQ   | Francine Niyonsaba        | Burundi        |            | IWR Regel 163, TR17.3.2 – Bahnübertreten |

Weitere im zweiten Vorlauf ausgeschiedene Läuferinnen:

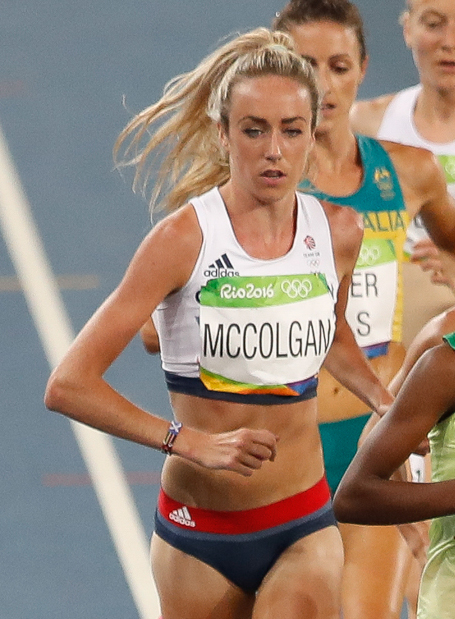
Eilish McColgan – Rang zehn
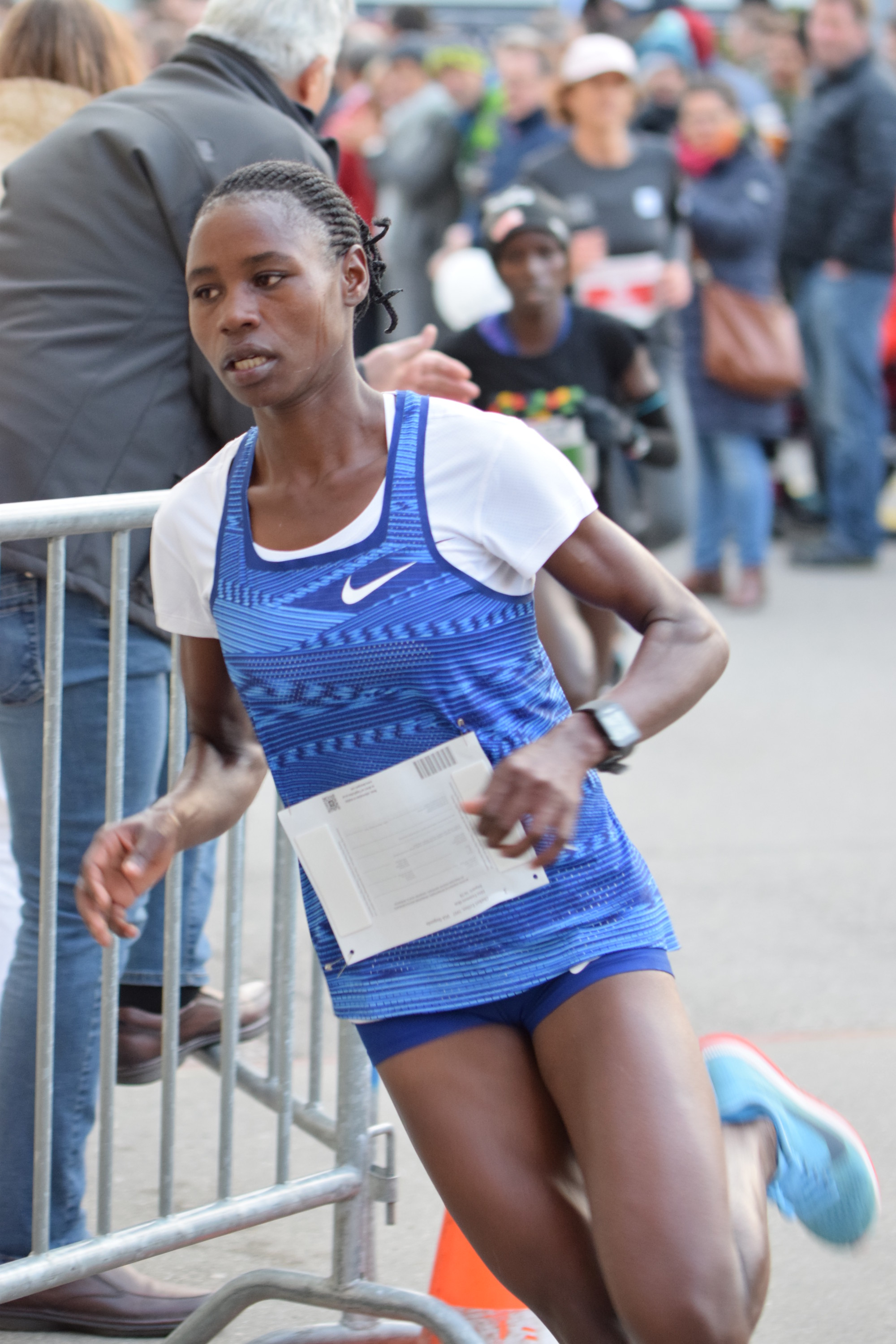
Esther Chebet – Rang zwölf
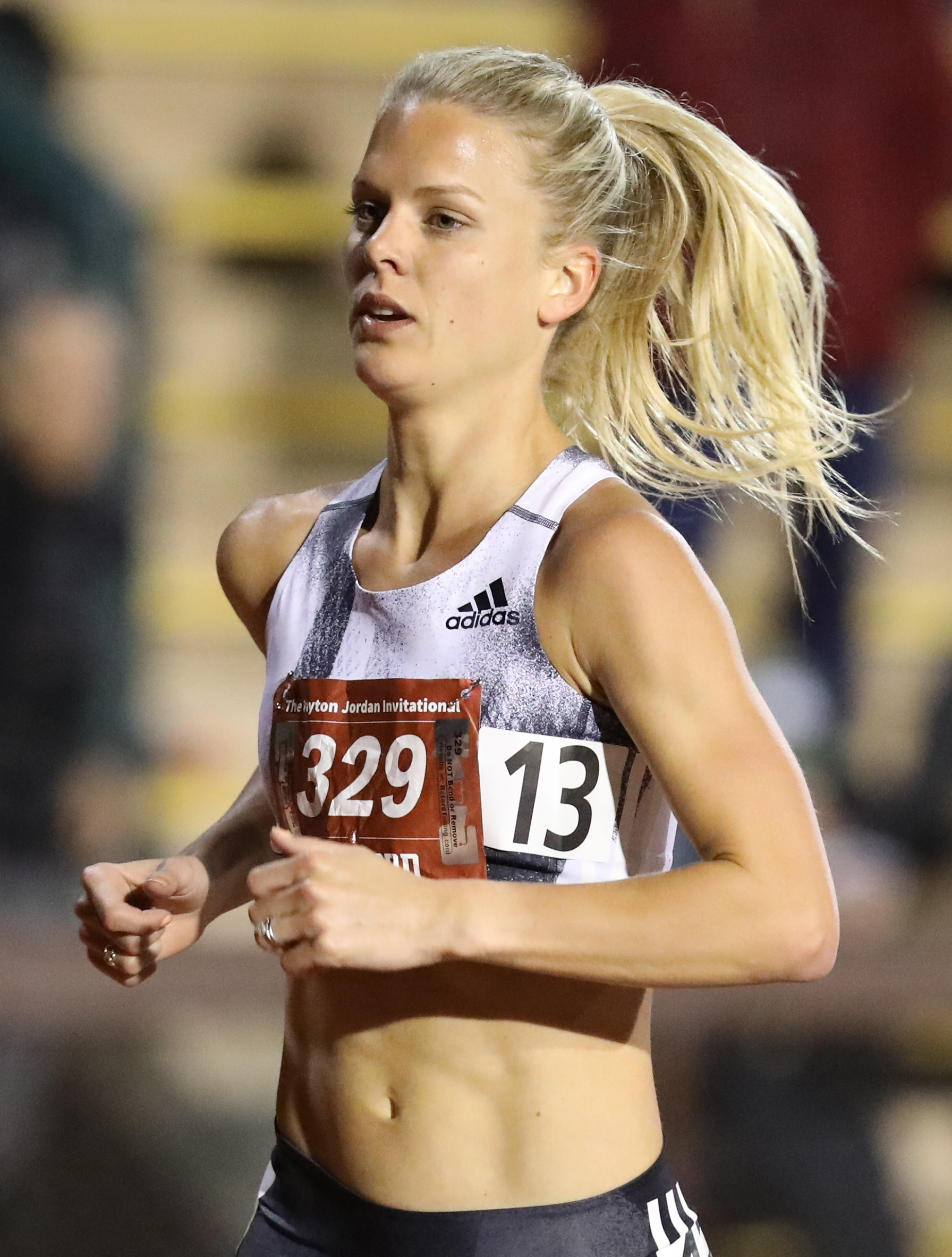
Dominique Scott-Efurd – Rang dreizehn
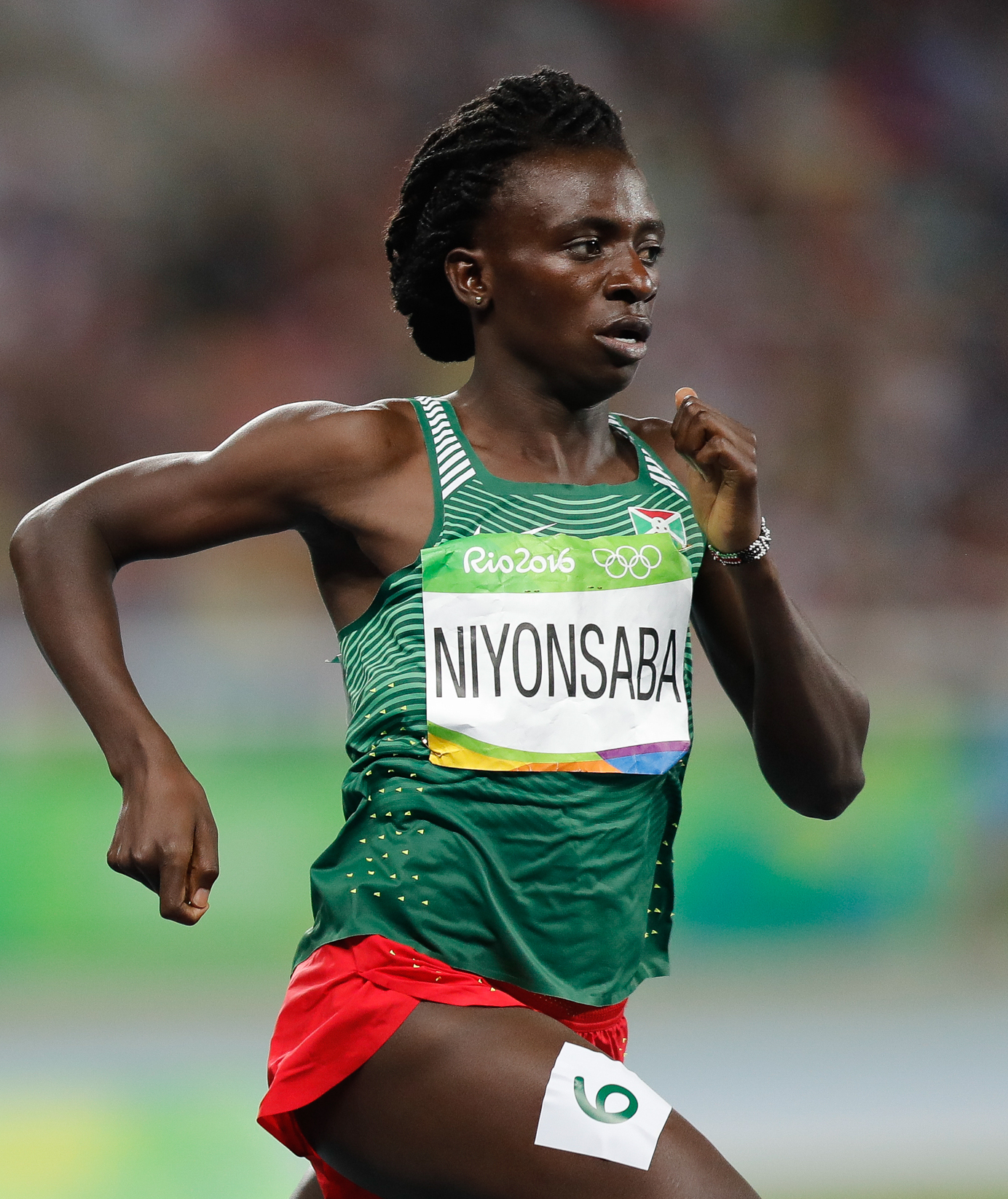
Francine Niyonsaba – disqualifiziert wegen Bahnübertretung

## Finale
2. August 2021, 21:40 Uhr (14:40 Uhr MESZ)

### Zwischenzeiten
| Zwischenzeit- Marke | Zwischenzeit | Führender                                        | 1000-m-Zeit |
| ------------------- | ------------ | ------------------------------------------------ | ----------- |
| 1000 m              | 3:00,7 min0  | Ririka Hironaka mit dem geschlossenen Fed        | 3:00,7 min0 |
| 2000 m              | 6:00,3 min0  | Ejgayehu Taye mit dem geschlossenen Fed          | 2:59,6 min0 |
| 3000 m              | 8:59,9 min0  | Ejgayehu Taye mit vierzehnköpfiger Spitzengruppe | 2:59,6 min0 |
| 4000 m              | 11:57,1 min0 | Ejgayehu Taye mit elfköpfiger Spitzengruppe      | 2:57,2 min0 |
| 5000 m              | 14:36,79 min | Sifan Hassan                                     | 2:39,69 min |

### Resultat

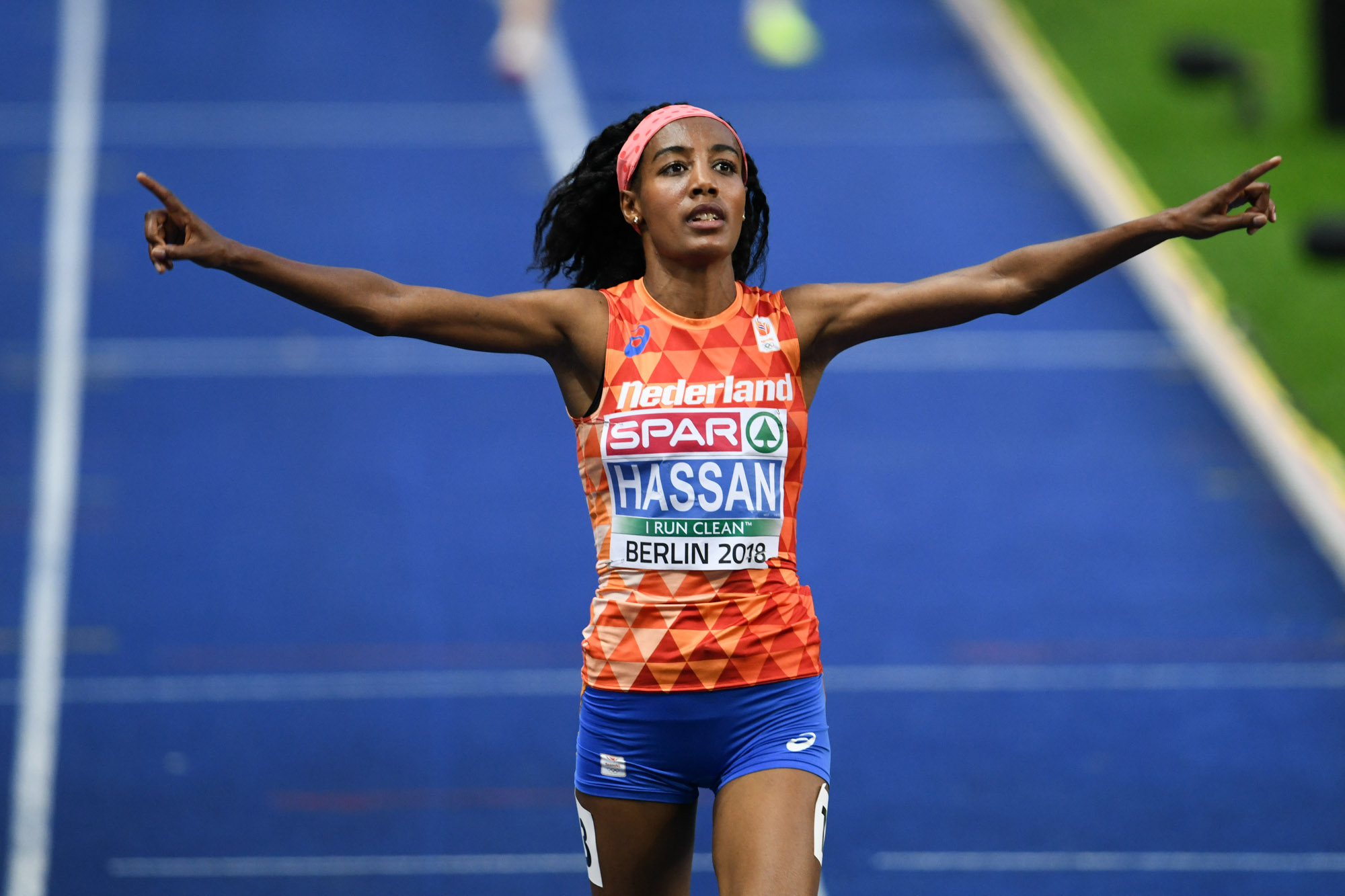
Sifan Hassan gewann ihr erstes Gold, über 1500 Meter gab es später außerdem Bronze und über 10.000 Meter eine zweite Goldmedaille

| Platz | Name                      | Nation      | Zeit (min) | Anmerkung |
| ----- | ------------------------- | ----------- | ---------- | --------- |
| 1     | Sifan Hassan              | Niederlande | 14:36,79   |           |
| 2     | Hellen Obiri              | Kenia       | 14:38,36   |           |
| 3     | Gudaf Tsegay              | Äthiopien   | 14:38,87   |           |
| 4     | Agnes Jebet Tirop         | Kenia       | 14:39,62   | SB        |
| 5     | Ejgayehu Taye             | Äthiopien   | 14:41,24   |           |
| 6     | Senbere Teferi            | Äthiopien   | 14:45,11   |           |
| 7     | Nadia Battocletti         | Italien     | 14:46,29   | PB        |
| 8     | Yasemin Can               | Türkei      | 14:46,49   |           |
| 9     | Ririka Hironaka           | Japan       | 14:52,84   | NR        |
| 10    | Selamawit Teferi          | Israel      | 14:54,39   |           |
| 11    | Karissa Schweizer         | USA         | 14:55,80   |           |
| 12    | Lilian Kasait Rengeruk    | Kenia       | 14:55,85   |           |
| 13    | Elise Cranny              | USA         | 14:55,98   | SB        |
| 14    | Karoline Bjerkeli Grøvdal | Norwegen    | 15:09,37   |           |
| 15    | Andrea Seccafien          | Kanada      | 15:12,09   |           |

### Rennablauf
Die niederländische Topfavoritin Sifan Hassan hatte sich ein Mammutprogramm für diese Spiele vorgenommen. Die Weltmeisterin über 1500 und 10.000 Meter startete auf der Mittelstrecke (1500 Meter – Vorlauf: 2. August / Halbfinale: 4. August / Finale: 6. August), über 5000 Meter (Vorlauf: 30. Juli / Finale: 2. August) und 10.000 Meter (7. August). Am Tag des heutigen Finals über 5000 Meter hatte sie sich am Morgen über 1500 Meter für das Halbfinale qualifiziert. Außerdem war sie drei Tage zuvor in ihrem Vorlauf über 5000 Meter am Start gewesen. Die Konkurrenz, vor allem der afrikanischen Läuferinnen aus Äthiopien und Kenia, war sehr stark einzuschätzen, unter anderem waren die kenianische 5000-Meter-Weltmeisterin Hellen Obiri und die äthiopische Weltjahresbeste Gudaf Tsegay mit dabei.
Das Rennen begann bei schwierigen äußeren Bedingungen mit hohen Temperaturen und großer Luftfeuchtigkeit nicht besonders schnell. Die ersten vier 1000-Meter-Abschnitte wurden in jeweils knapp über oder unter drei Minuten absolviert. So blieb das Feld lange geschlossen zusammen. Vor allem die Äthiopierin Ejgayehu Taye lief von der Spitze weg. Hassan hielt sich im hinteren Drittel des Feldes auf. Nach und nach orientierte sie sich zum Rennende hin weiter nach vorn und war mit dabei, als es auf den letzten tausend Metern schneller wurde.
Zu Beginn der letzten Runde führte Obiri, die 2016 Silber gewonnen hatte, vor Tsegay, der Keniarenin Agnes Jebet Tirop, Taye und Hassan. Auch die Äthiopierin Senbere Teferi und die für die Türkei startende Yasemin Can dahinter hatten noch Kontakt nach ganz vorne. Auf der Gegengeraden stürmte Hassan unwiderstehlich an die Spitze. Ohne sich noch einmal umzublicken, lief sie durch die Zielkurve und auf den letzten einhundert Metern dem Ziel entgegen. Sie gewann ihre erste olympische Goldmedaille. Etwas mehr als eineinhalb Sekunden hinter ihr kam Hellen Obiri wie fünf Jahre zuvor auf den zweiten Platz, Bronze erlief sich mit einem Rückstand einer weiteren halben Sekunde Gudaf Tsegay. Agnes Jebet Tirop wurde Vierte vor Ejgayehu Taye, die lange Zeit geführt hatte.
Ihr erstes Ziel hatte Sifan Hassan erreicht. Auch auf den anderen beiden Strecken sollte sie noch erfolgreich sein. Bronze gewann sie vier Tage später auf der Mittelstrecke und eine zweite Goldmedaille errang sie einen Tag später auf der längsten Bahndistanz.

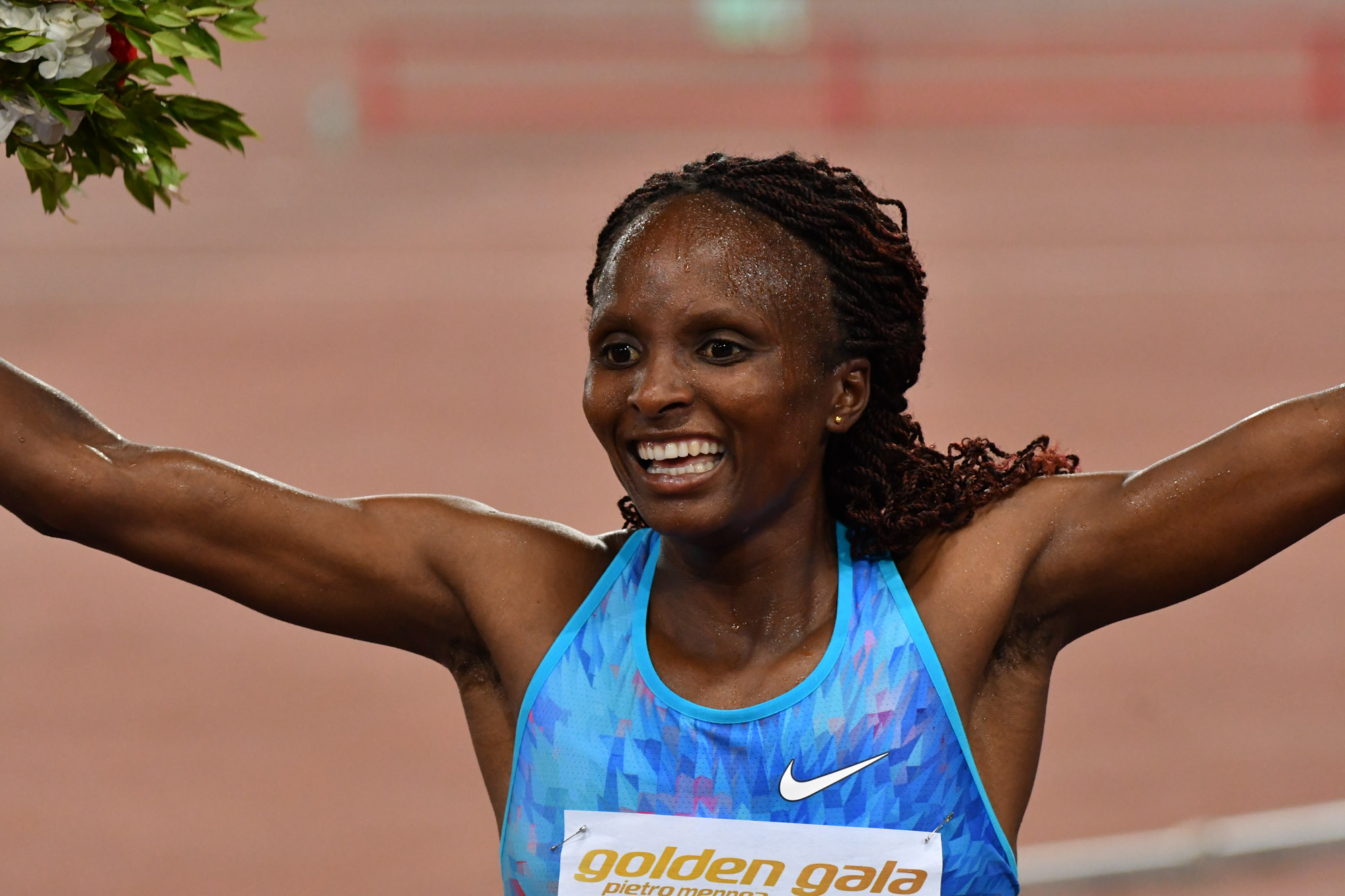
Hellen Obiri errang wie schon fünf Jahre zuvor die Silbermedaille
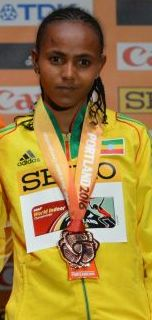
Bronzemedaillengewinnerin Gudaf Tsegay
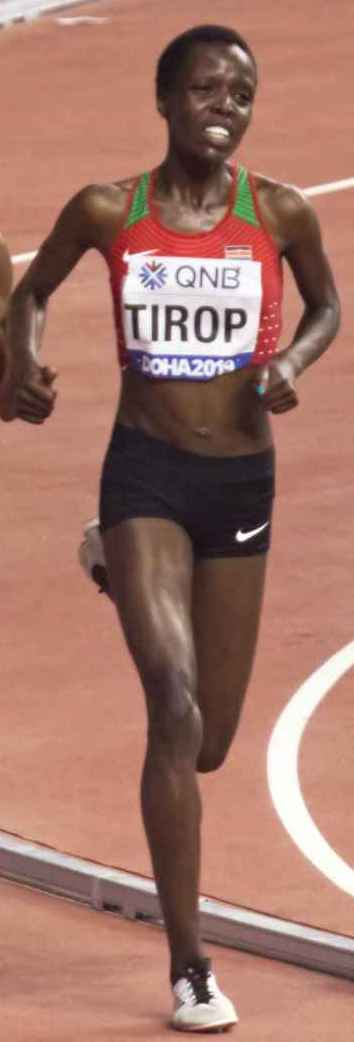
Agnes Jebet Tirop kam auf den vierten Platz
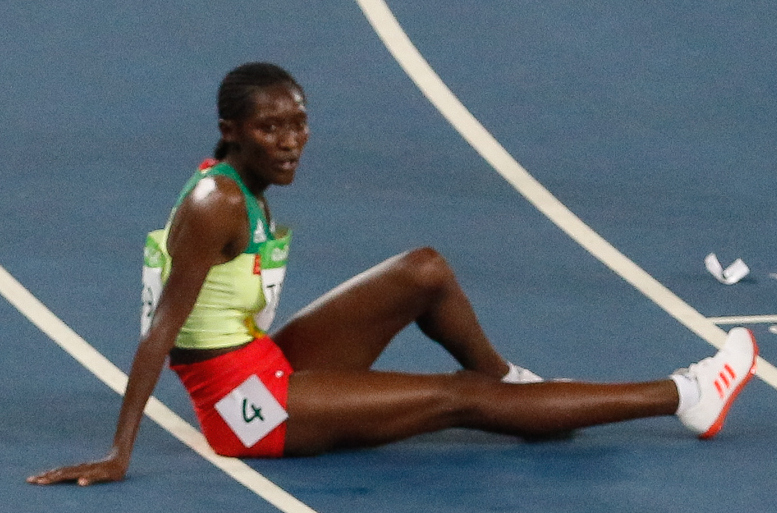
Die sechstplatzierte Senbere Teferi

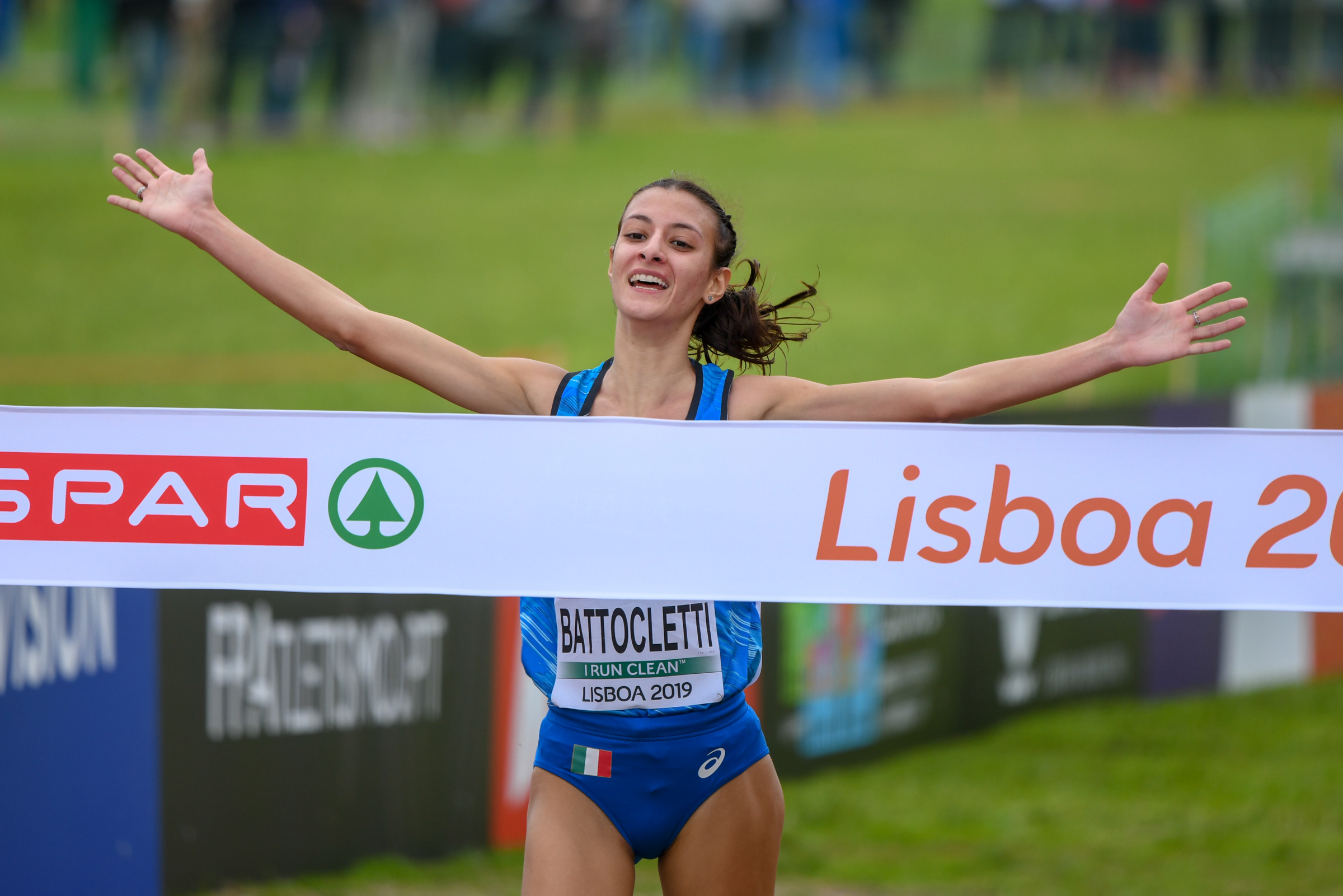
Rang sieben für Nadia Battocletti
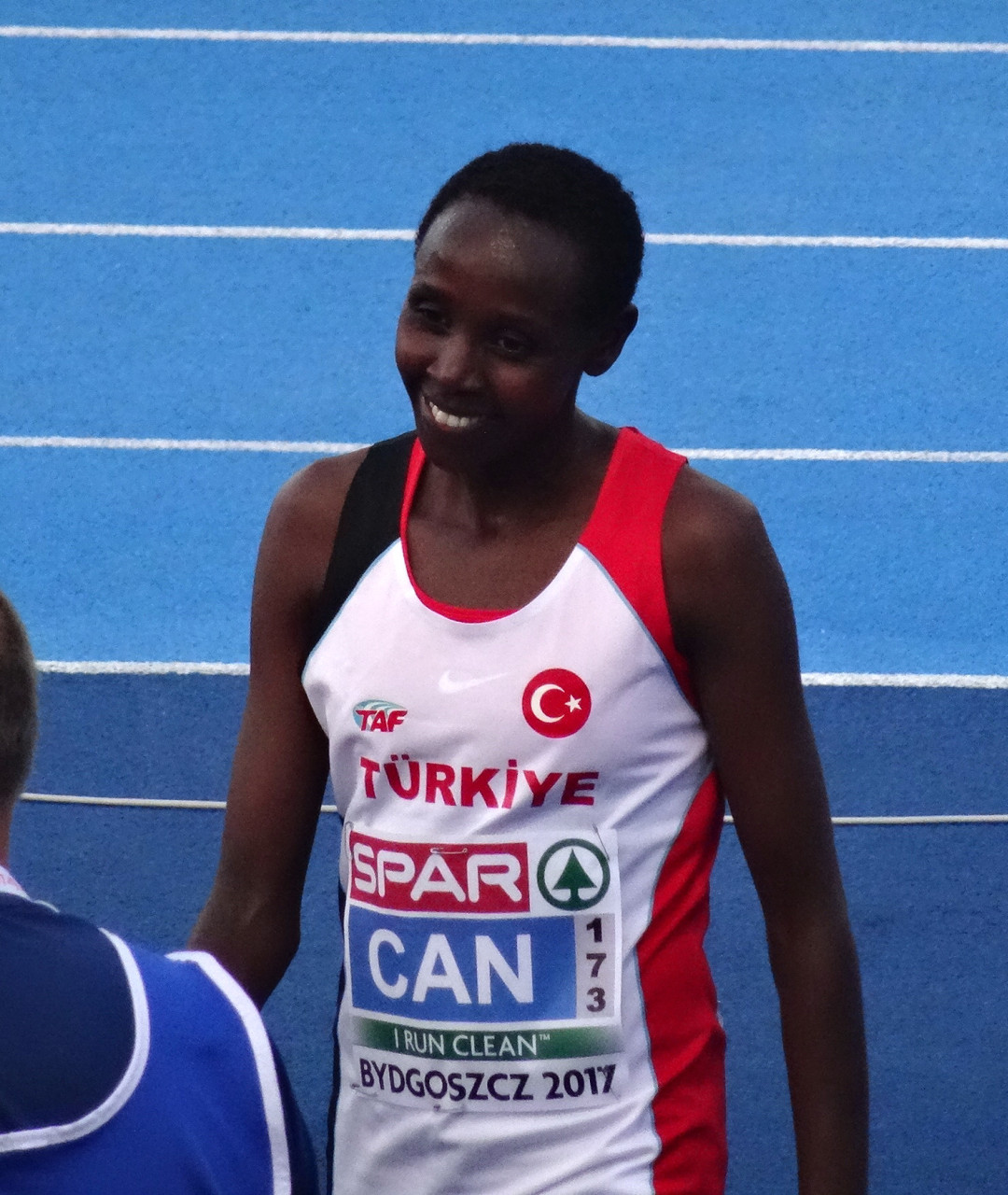
Die Olympiaachte Yasemin Can
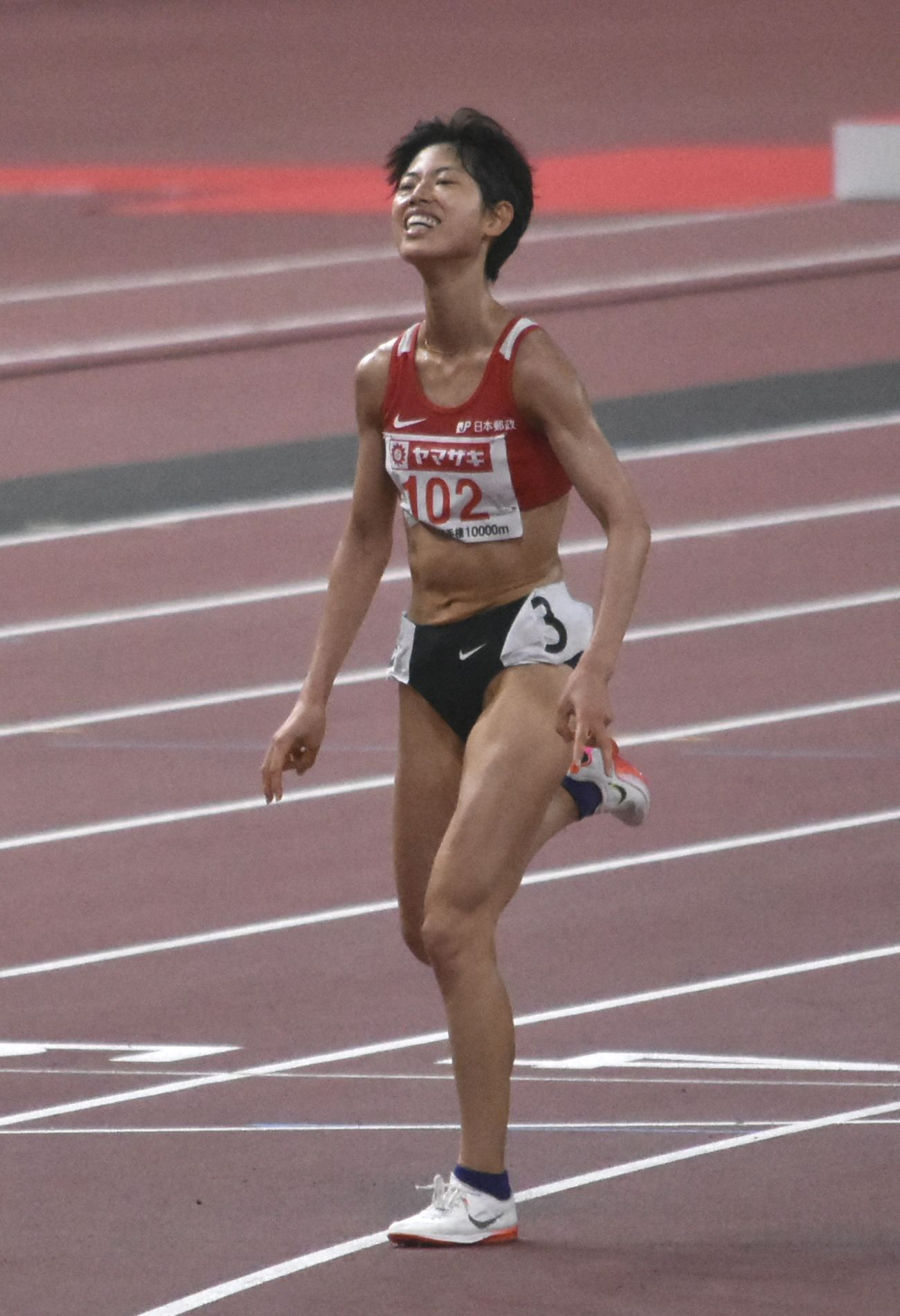
Ririka Hironaka belegte Rang neun
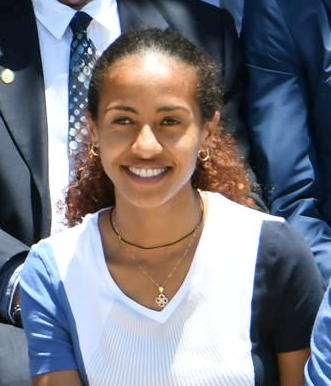
Selamawit Teferi erreichte Platz zehn
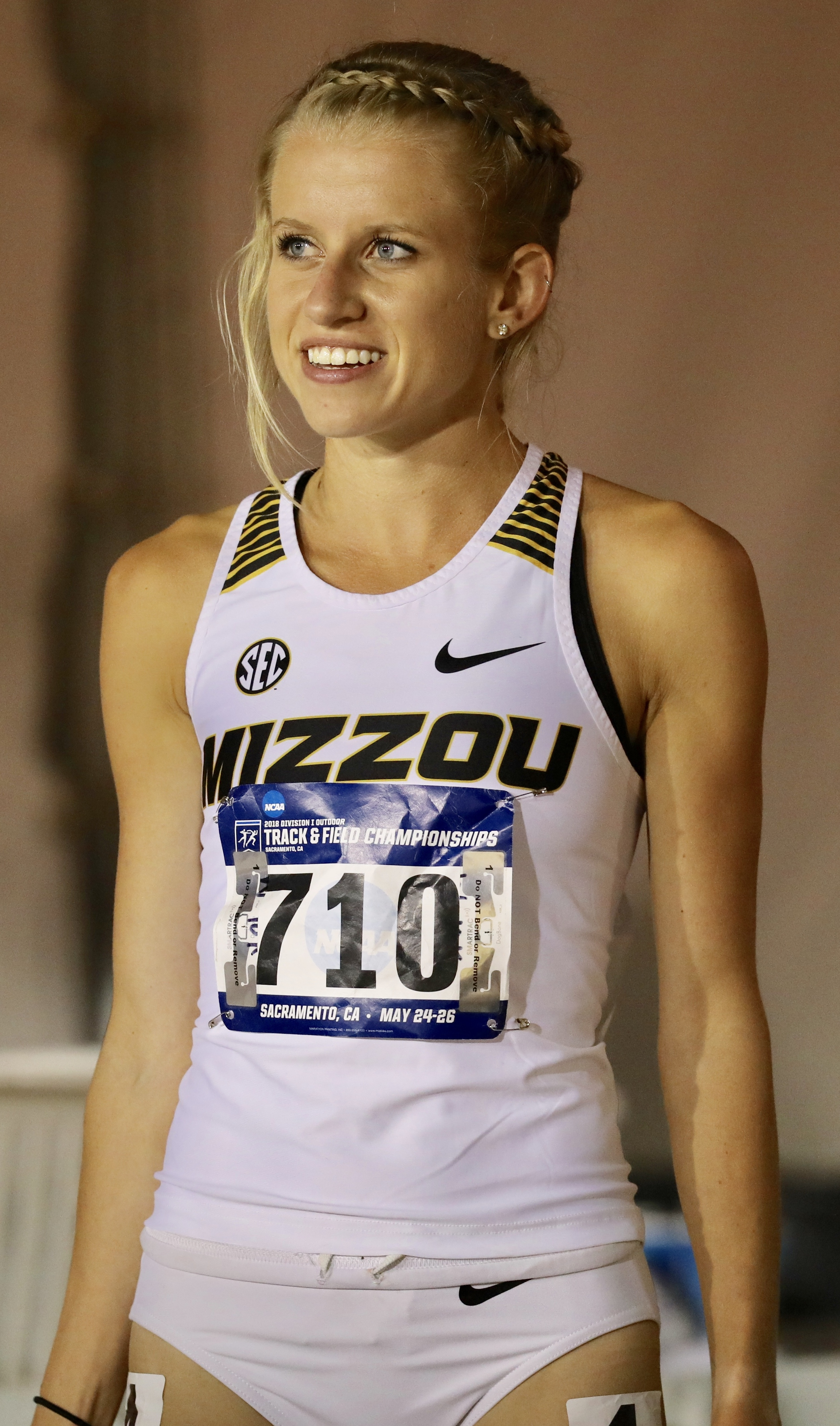
Karissa Schweizer wurde Olympiaelfte
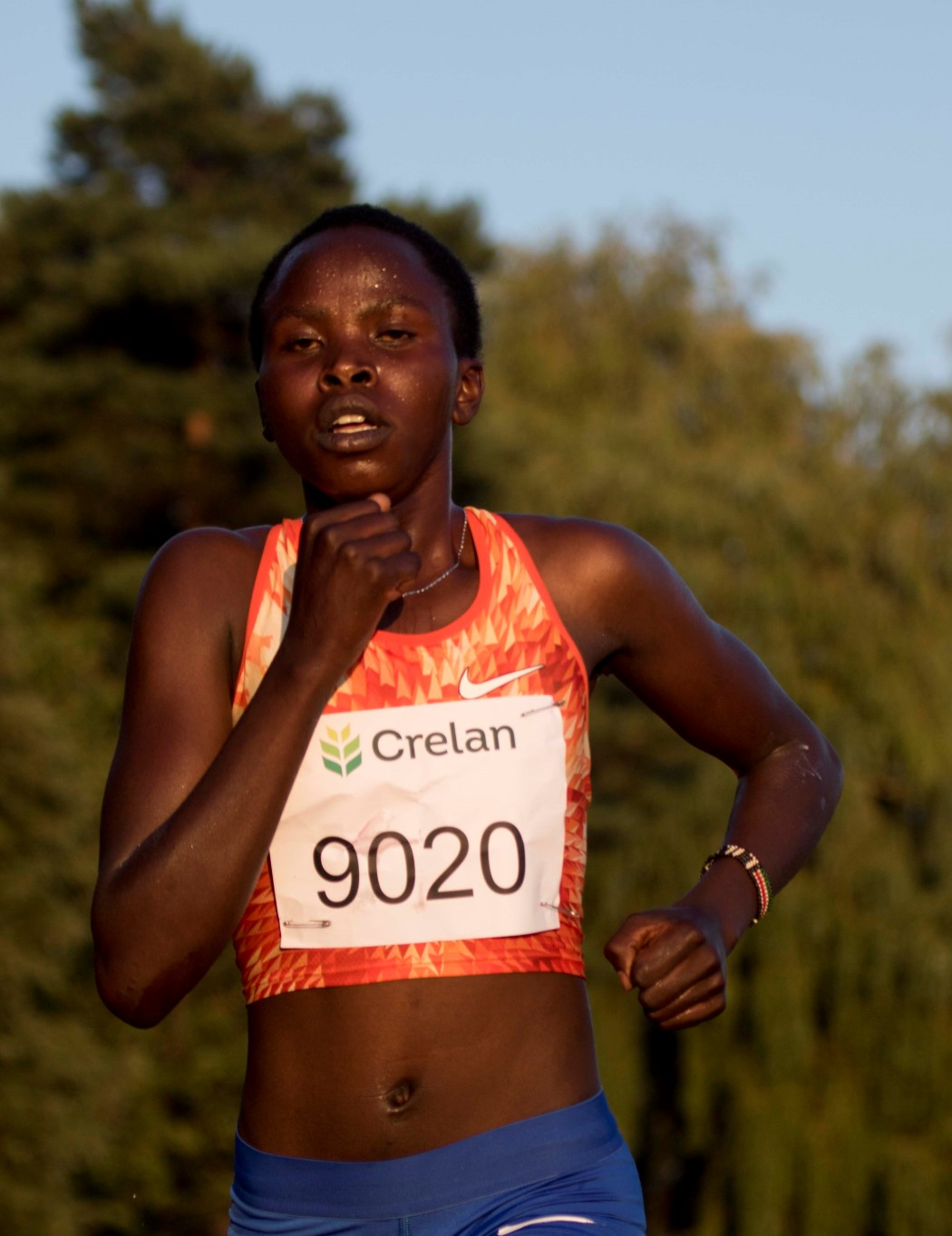
Lilian Kasait Rengeruk – Rang  zwölf
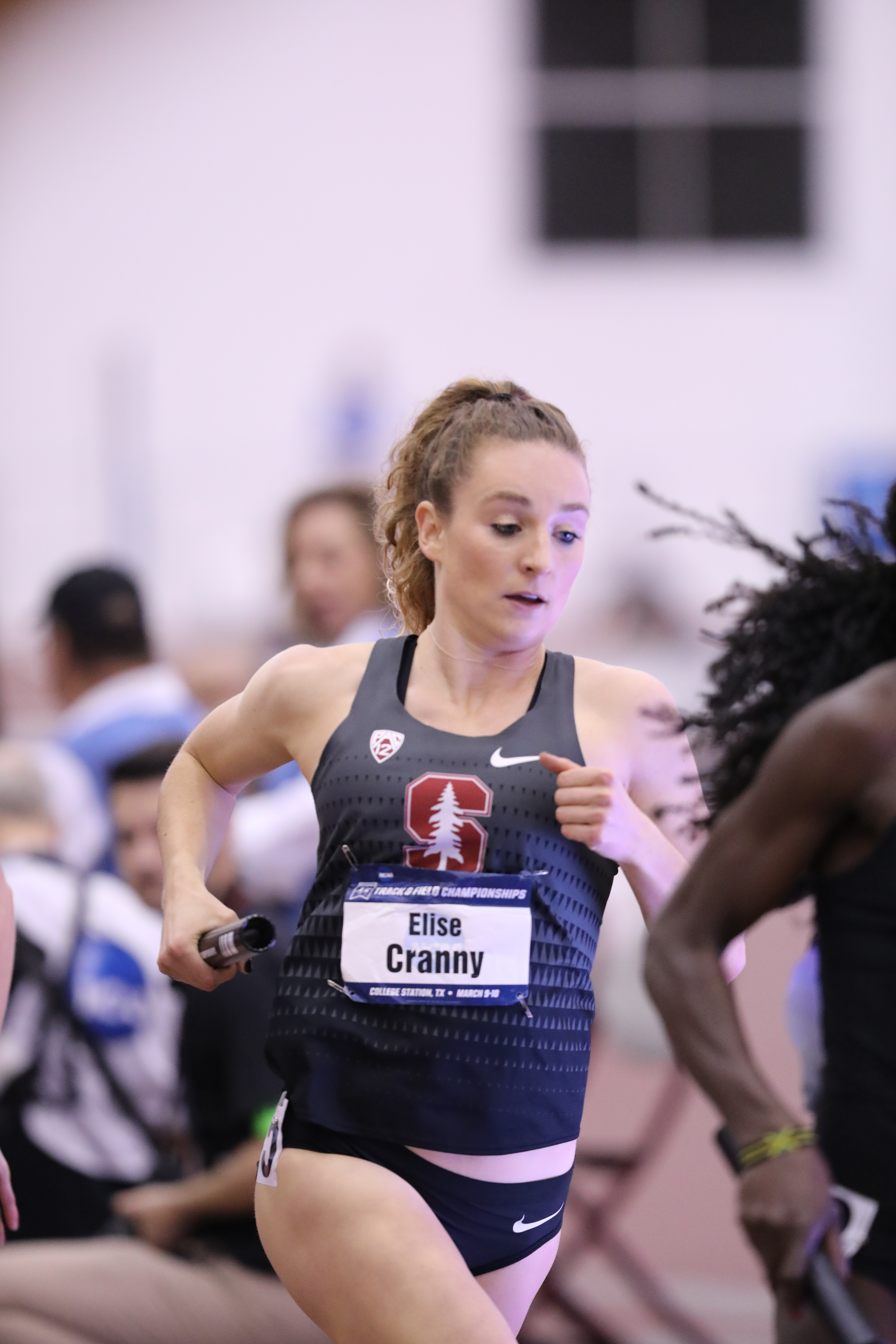
Elise Cranny – Rang  dreizehn
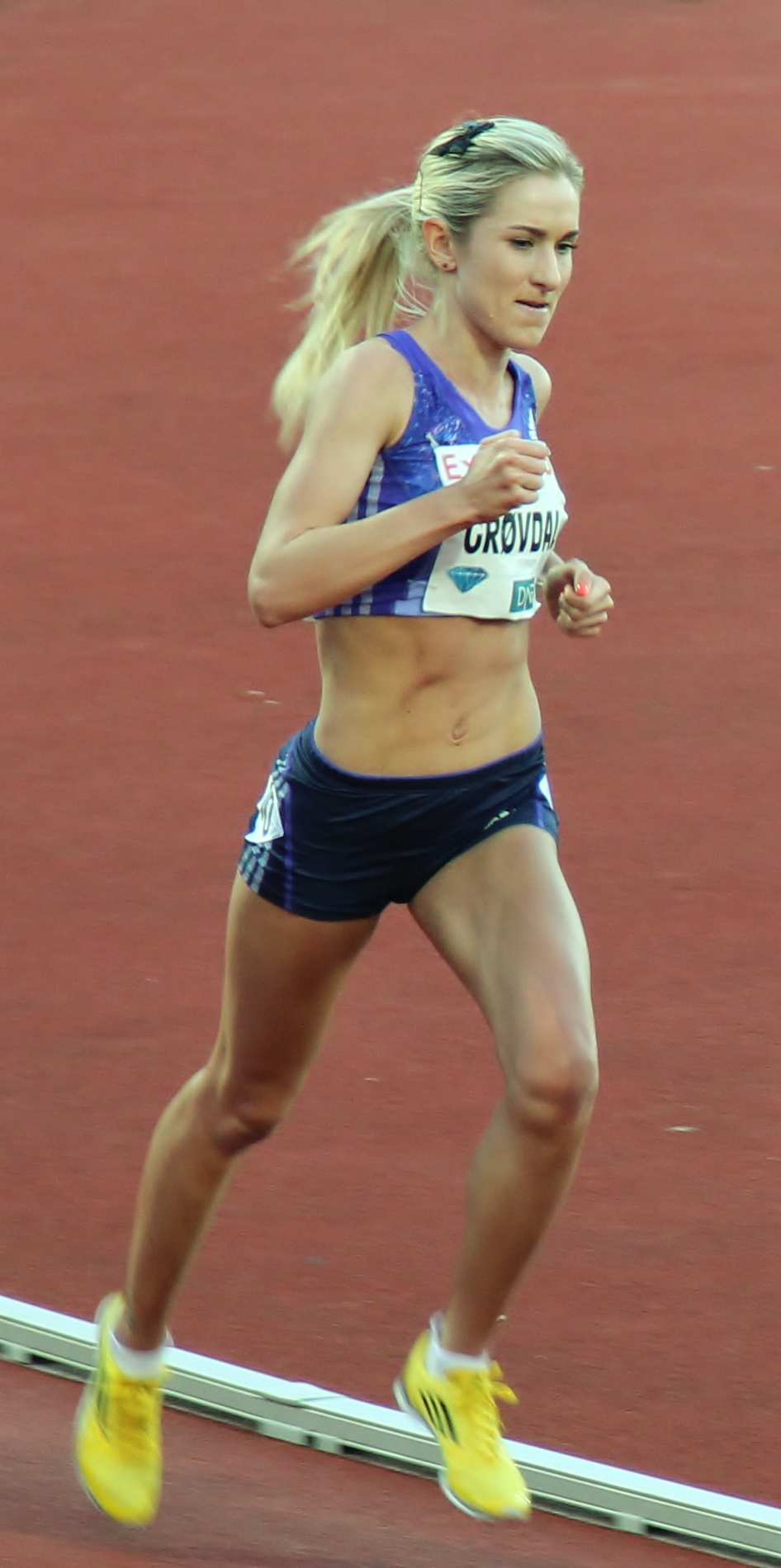
Karoline Bjerkeli Grøvdal – Rang  vierzehn
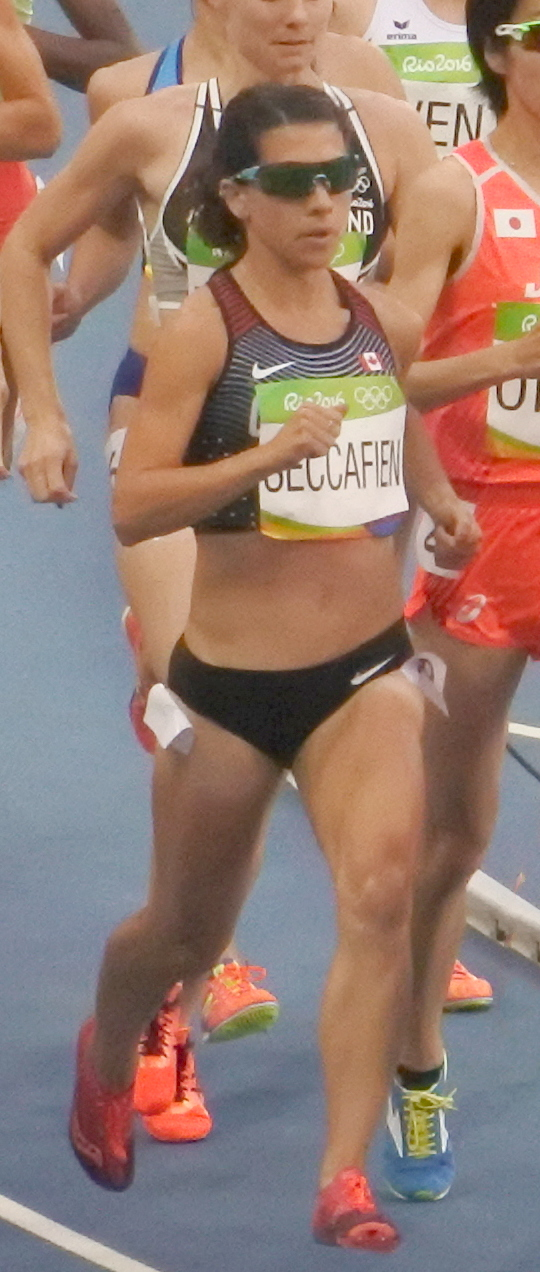
Andrea Seccafien – Rang  fünfzehn

## Videolinks
- Women's 5,000m Final, Tokyo Replays, youtube.com, abgerufen am 31. Mai 2022
- Women's 5000m Finale, ATHLETICS , Highlights, Olympic Games - Tokyo 2020, youtube.com, abgerufen am 31. Mai 2022